# دولت اسلامی انتقالی افغانستان
دولت انتقالی افغانستان، نام حکومت موقتی بود که در جون ۲۰۰۲ توسط لویه جرگه به وجود آمد. این حکومت پس از دولت موقت افغانستان که بعد از کنفرانس بن تشکیل شده بود، روی کار آمد.

## اعضا
| پست                                                           | وزیر                              | قوم          | مقام مسئول/جدید |
| ------------------------------------------------------------- | --------------------------------- | ------------ | --- |
| رئیس‌جمهور افغانستان                                           | حامد کرزی                         | پشتون‌ها      | Incumbent (before chairman) |
| معاون رئیس‌جمهور و وزیر دفاع                                   | محمدقسیم فهیم                     | تاجیک‌ها      | Incumbent |
| معاون رئیس‌جمهور                                               | کریم خلیلی                        | مردمان هزاره | New |
| معاون رئیس‌جمهور                                               | هدایت امین ارسلا                  | پشتون‌ها      | New (was Finance Minister) |
| معاون رئیس‌جمهور و وزیر فوائد عامه                             | عبدالقدیر (رهبر افغان) Abdul Ali  | پشتون‌ها      | New (was Urban Affairs Minister) (killed on July 6, 2002) New (Ali only took over the Public Works portfolio after July 6, 2002 |
| Vice-President and head of the Afghan Constitution Commission | نعمت‌الله شهرانی                   | ازبک‌ها       | New |
| Special Advisor on Security و وزیر معارف                      | یونس قانونی                       | تاجیک‌ها      | Incumbent (Special Advisor on Security is new post)                                                                             |
| وزیر امور خارجه                                               | عبدالله عبدالله                   | تاجیک‌ها      | Incumbent |
| وزیر مالیه                                                    | محمداشرف غنی                      | پشتون‌ها      | New |
| وزیر امور داخله                                               | Taj Mohammed Wardak علی‌احمد جلالی | پشتون‌ها      | New New (Jalali replaced Wardak in Januari 2003)                                                                                |
| Planning Minister                                             | محمد محقق                         | مردمان هزاره | Incumbent (but lost role as vice-chair)                                                                                         |
| وزیر مخابرات و تکنالوژی معلوماتی                              | معصوم استانکزی                    | پشتون‌ها      | New |
| وزیر امور سرحدات، اقوام و قبایل                               | محمد عارف نور زی                  | پشتون‌ها      | New (was Small Industries Minister)                                                                                             |
| وزیر مهاجرین                                                  | عنایت‌الله نظری                    | تاجیک‌ها      | Incumbent |
| وزیر معادن                                                    | Juma Muhammad Muhammadi           | پشتون‌ها      | New |
| وزارت تجارت و صنایع                                           | Mohammed Alim Razm                | ازبک‌ها       | Incumbent |
| وزیر صحت عامه                                                 | سهیلا صدیق                        | پشتون‌ها      | Incumbent |
| وزارت تجارت و صنایع                                           | سید مصطفی کاظمی                   | شیعه         | Incumbent |
| وزارت زراعت، آبیاری و مالداری                                 | سید حسین انوری                    | مردمان هزاره | Incumbent |
| وزیر عدلیه                                                    | Abbas Karimi                      | ازبک‌ها       | Incumbent |
| وزیر اطلاعات و فرهنگ                                          | سید مخدوم رهین                    | تاجیک‌ها      | Incumbent |
| Reconstruction Minister                                       | Mohammed Fahim Farhang            | پشتون‌ها      | Incumbent |
| وزیر ارشاد، حج و اوقاف افغانستان                              | Mohammed Amin Naziryar            | پشتون‌ها      | New |
| Urban Affairs Minister                                        | Yusuf Pashtun گل‌آغا شیرزی         | پشتون‌ها      | New New (Sherzai took over on August 16, 2003)                                                                                  |
| Water and Power Minister                                      | محمد شاکر کارگر                   | ازبک‌ها       | Incumbent (but los role as Vice-chair)                                                                                          |
| Irrigation & Environment Minister                             | یوسف نورستانی                     | پشتون‌ها      | New |
| Martyrs and Disabled Minister                                 | عبدالله وردک                      | پشتون‌ها      | Incumbent |
| وزیر تحصیلات عالی                                             | شریف فایض                         | تاجیک‌ها      | Incumbent |
| وزارت ترانسپورت افغانستان                                     | میرویس صادق                       | تاجیک‌ها      | New (was Labor and Social Affairs Minister)                                                                                     |
| وزارت ترانسپورت افغانستان                                     | سید محمدعلی جاوید                 | شیعه         | |
| وزیر احیا و انکشاف دهات                                       | محمد حنیف اتمر                    | پشتون‌ها      | New |
| Labor and Social Affairs Minister                             | Noor Mohammad Qarqin              | ترکمن‌ها      | |
| وزیر امور زنان                                                | حبیبه سرابی                       | مردمان هزاره | New |
| Supreme Court Chief Justice                                   | فضل هادی شینواری                  | پشتون‌ها      | |
| Security Advisor                                              | زلمی رسول                         | پشتون‌ها      | |
| State or Advisor-Minister for Women's Affairs                 | Mahbooba Hoquqmal                 | پشتون‌ها      | |
| Governor of the بانک مرکزی افغانستان                          | انور الحق احدی                    | پشتون‌ها      | |